# Berda

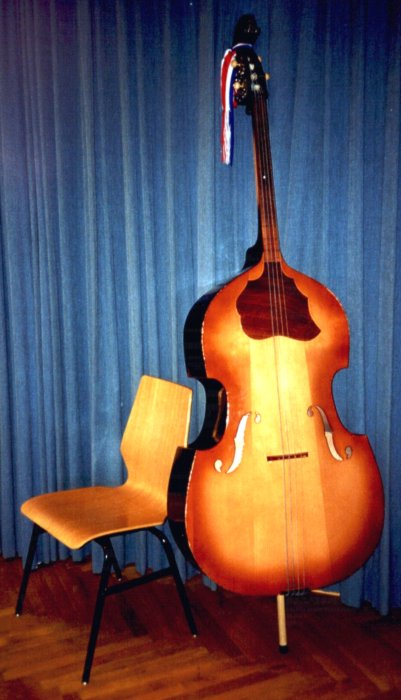
Berda

Die Berda [ˈbɛːrda], auch Begeš, ist ein südslawisches und ungarisches Volksinstrument. Die Kastenhalslaute ist vom Konstruktionsprinzip her ein Kontrabass mit Bünden. Sie ist mit rund 1,80 m Höhe das größte Musikinstrument in Tamburica-Ensembles und gibt als deren Grundbestandteil die tiefen Grundtöne im Bassregister (Kontra-Oktave) an.

## Bauform
Die Berda wird im Stehen gespielt, wobei der Musiker entweder die Saiten mit seinen Fingern zupft oder zum Spielen ein Plektrum (kroatisch trzalica) benutzt. Im Gegensatz zu anderen Instrumenten aus der Familie der Violinen ist die Berda kein Streichinstrument und wird daher auch nicht mit dem Bogen gespielt. Berdas werden mit Stahlsaiten bespannt, die in der dreistimmigen (dreisaitigen) Variante in Quinten auf ‚G–D–A und bei der vierstimmigen syrmischen Variante wie ein Kontrabass in Quarten auf ‚E–‚A–D–G gestimmt sind. Im Sremer-System wurde auch die kleinere Gambenform der Berda eingeführt, die in der Verkleinerungsform (Diminutiv) Berdeta genannt wird. Besonders charakteristisch für die kroatische Volksmusik ist das Wechselspiel zwischen Berda und Bugarija (Grundschlag und Kontra-/Gegenschlag). Die Berda ist im Gegensatz zum Kontrabass mit Bünden versehen.